# 박범익
박범익(朴範翼), 1949년 5월 20일 ~ )는 대한민국의 교육인이다. 

## 학력
- 뉴질랜드 캔터베리칼리지 연수
- 서울 용산고등학교 졸업
- 서울대학교 사범대학 과학교육과 졸업
- 서울대학교 교육대학원 과학교육과 교육학 석사
- 성균관대학교 대학원 생물학과 이학박사
- 연세대학교 언론홍보대학원 방송 전공 언론학 석사

## 경력
- EBS교육방송국장, 한국학교발명협회 이사
- 편성실 국장대우 연구위원 박범익 (팀장급)
- 편성실 연구국장
- 편성실 방송관련연구
- EBS 시청자참여센터 심의평가팀 심의위원(국장급)
- 한국교육개발원 과학교육연구실 책임연구원
- 제4, 5차 교육과정 공동 개발
- 서울시교육연구원 교사 연수 전문 강사
- 한국교원대학교 대학원 겸임교수
- 전국학생과학발명품경진대회 심사위원
- 전국학생창의력올림피아드 심사위원장
- 2006 세계창의력 올림피아드 한국대표단장
- 2007 미국 골드버그 콘테스트 참가

## 저서
- 『창의성 학습법』(고려출판사, 1999년
- 『수행평가 핸드북』(고려출판사, 1999년)
- 『탐구활동을 통한 과학 교수법』(전파과학사, 1990년)
- 『과학교사를 위한 탐구학습 과학실험』(전파과학사, 1997년)
- 초등학교 자연 교과서(한국교육개발원)
- 중학교 과학 6차 검정교과서(금성출판사)
- 고등학교 공통과학 및 생물 1, 2 6차 검정교과서(동아서적)